# Càsols de Besièrs
Càsols de Besièrs (en francès Cazouls-lès-Béziers) és un municipi occità del Llenguadoc situat al departament de l'Erau, a la regió d'Occitània.